# Saison 2002 de l'équipe cycliste Rabobank
L'équipe cycliste Rabobank faisait partie en 2002 des Groupes Sportifs I, la première division des équipes cyclistes professionnelles.

## Effectif
| Cycliste            | Date de naissance | Nationalité | Équipe 2001 |
| ------------------- | ----------------- | ----------- | ----------- |
| Coen Boerman        | 11-11-1976        | Pays-Bas    |             |
| Michael Boogerd     | 28-05-1972        | Pays-Bas    |             |
| Jan Boven           | 28-02-1972        | Pays-Bas    |             |
| Erik Dekker         | 21-08-1970        | Pays-Bas    |             |
| Maarten den Bakker  | 26-01-1969        | Pays-Bas    |             |
| Marcel Duijn        | 12-05-1977        | Pays-Bas    |             |
| Addy Engels         | 16-06-1977        | Pays-Bas    |             |
| Richard Groenendaal | 13-07-1971        | Pays-Bas    |             |
| Bram de Groot       | 18-12-1974        | Pays-Bas    |             |
| Mathew Hayman       | 20-04-1978        | Australie   |             |
| Steven de Jongh     | 25-11-1973        | Pays-Bas    |             |
| Karsten Kroon       | 29-01-1976        | Pays-Bas    |             |
| Levi Leipheimer     | 24-10-1973        | États-Unis  | US Postal   |
| Marc Lotz           | 19-10-1973        | Pays-Bas    |             |
| Ronald Mutsaars     | 19-04-1979        | Pays-Bas    | Espoirs     |
| Grischa Niermann    | 03-11-1975        | Allemagne   |             |
| Sven Nys            | 17-06-1976        | Belgique    |             |
| Matthé Pronk        | 01-07-1974        | Pays-Bas    |             |
| Roy Sentjens        | 15-12-1980        | Belgique    | Espoirs     |
| Bobbie Traksel      | 03-11-1981        | Pays-Bas    |             |
| Thorwald Veneberg   | 16-10-1977        | Pays-Bas    |             |
| Geert Verheyen      | 10-03-1973        | Belgique    |             |
| Marc Wauters        | 23-02-1969        | Belgique    |             |
| Beat Zberg          | 10-05-1971        | Suisse      |             |
| Markus Zberg        | 27-06-1974        | Suisse      |             |

## Victoires
Victoires sur le circuit professionnel
| Date         | Course                                                     | Pays      | Vainqueur       |
| ------------ | ---------------------------------------------------------- | --------- | --------------- |
| 7 février    | Trofeo Calvia                                              | Espagne   | Erik Dekker     |
| 21 février   | 5e étape de la Ruta del Sol                                | Espagne   | Erik Dekker     |
| 9 mars       | 1re étape du Guldensporen Tweedaagse (contre-la-montre)    | Belgique  | Coen Boerman    |
| 10 mars      | 3e étape du Guldensporen Tweedaagse                        | Belgique  | Erik Dekker     |
| 10 mars      | Classement général du Guldensporen Tweedaagse              | Belgique  | Erik Dekker     |
| 17 mars      | 4e étape de Tirreno-Adriatico (contre-la-montre)           | Italie    | Erik Dekker     |
| 20 mars      | Classement général de Tirreno-Adriatico (contre-la-montre) | Italie    | Erik Dekker     |
| 8 avril      | 1re étape du Tour du Pays basque                           | Espagne   | Beat Zberg      |
| 18 avril     | Veenendaal-Veenendaal                                      | Pays-Bas  | Bobbie Traksel  |
| 5 mai        | Tour de l'aéroport de Cologne                              | Allemagne | Steven de Jongh |
| 12 juin      | 1re étape B du Tour de Suède                               | Suède     | Steven de Jongh |
| 13 juin      | 2e étape du Tour de Suède                                  | Suède     | Steven de Jongh |
| 24 juin      | 3e étape de la Route du Sud                                | France    | Levi Leipheimer |
| 25 juin      | Classement général de la Route du Sud                      | France    | Levi Leipheimer |
| 14 juillet   | 8e étape du Tour de France                                 | France    | Karsten Kroon   |
| 24 juillet   | 16e étape du Tour de France                                | France    | Michael Boogerd |
| 24 juillet   | 1re étape du Tour de Saxe                                  | Allemagne | Bobbie Traksel  |
| 20 août      | GP de Zottegem                                             | Belgique  | Matthé Pronk    |
| 21 août      | 2e étape du Tour des Pays-Bas                              | Pays-Bas  | Steven de Jongh |
| 24 août      | 6e étape du Tour des Pays-Bas                              | Pays-Bas  | Michael Boogerd |
| 3 septembre  | Schaal Sels                                                | Belgique  | Steven de Jongh |
| 11 septembre | 1re étape du Ster Elektrotoer                              | Pays-Bas  | Bobbie Traksel  |

Championnats nationaux
| Date       | Course                                       | Pays     | Vainqueur    |
| ---------- | -------------------------------------------- | -------- | ------------ |
| 14/08/2002 | Championnat des Pays-Bas du contre-la-montre | Pays-Bas | Erik Dekker  |
| 08/09/2002 | Championnat de Belgique du contre-la-montre  | Belgique | Marc Wauters |